# Observatorio Astronómico de Sinkiang
El Observatorio Astronómico de Sinkiang (en chino: 新疆天文台) es parte de la Academia de Ciencias de China y fue conocido como Observatorio Astronómico de Ürümqi, Observatorio Astronómico Nacional, y de la Academia de Ciencias de China antes de que fuera rebautizado en enero de 2011.
La investigación actual en el centro abarca muchos campos de la astronomía. Se estudia radioastronomía, astronomía óptica y la aplicación de la astronomía, especialmente la formación de estrellas y la evolución, las galaxias y cosmología, astrofísica de alta energía, recepción de microondas, la tecnología digital, GPS, y así sucesivamente. Laboratorio Astro físico de XAO es miembro de laboratorios clave en la Academia de Ciencias de China, también fue galardonado con el Laboratorio Principal de la Región Autónoma Uygur de Xinjiang. XAO tiene sedes en otros lugares.
Las instalaciones del observatorio incluyen el Radio Telescopio de Nanshan.